# توني دي غروت
توني دي غروت (بالهولندية: Tony de Groot)‏ هو لاعب كرة قدم هولندي، ولد في 24 مارس 1988 في Oss town ‏ في هولندا. لعب مع توب أوس.